# Tomaspis nigricans
Tomaspis nigricans är en insektsart som beskrevs av Charles Jean-Baptiste Amyot och Jean Guillaume Audinet Serville 1843. Tomaspis nigricans ingår i släktet Tomaspis och familjen spottstritar. Inga underarter finns listade i Catalogue of Life.